# Johann Jakob von Hauck
Johann Jakob von Hauck (Miltenberg, 22 dicembre 1861 – Bamberga, 23 gennaio 1943) è stato un arcivescovo cattolico tedesco.

## Biografia
Nato a Miltenberg (Germania) il 22 dicembre 1861, venne nominato da papa Pio X arcivescovo di Bamberga il 4 maggio 1912, ricevendo la consacrazione episcopale il 18 giugno dello stesso anno.
Morì a Bamberga il 23 gennaio 1943, all'età di 81 anni.

## Genealogia episcopale e successione apostolica
La genealogia episcopale è:
- Cardinale Scipione Rebiba
- Cardinale Giulio Antonio Santori
- Cardinale Girolamo Bernerio, O.P.
- Arcivescovo Galeazzo Sanvitale
- Cardinale Ludovico Ludovisi
- Cardinale Luigi Caetani
- Cardinale Ulderico Carpegna
- Cardinale Paluzzo Paluzzi Altieri degli Albertoni
- Papa Benedetto XIII
- Papa Benedetto XIV
- Papa Clemente XIII
- Cardinale Bernardino Giraud
- Cardinale Alessandro Mattei
- Cardinale Pietro Francesco Galleffi
- Cardinale Giacomo Filippo Fransoni
- Cardinale Antonio Saverio De Luca
- Arcivescovo Gregor Leonhard Andreas von Scherr, O.S.B.
- Arcivescovo Friedrich von Schreiber
- Arcivescovo Franz Joseph von Stein
- Arcivescovo Joseph von Schork
- Vescovo Ferdinand von Schlör
- Arcivescovo Johann Jakob von Hauck

La successione apostolica è:
- Vescovo Adam Senger (1913)
- Vescovo Ludwig Sebastian (1917)
- Vescovo Matthias Ehrenfried (1924)
- Cardinale Konrad von Preysing Lichtenegg Moos (1932)
- Arcivescovo Joseph Otto Kolb (1935)
- Arcivescovo Johannes Baptist Dietz (1936)